# میدوی، شهرستان دایر، تنسی
میدوی (به انگلیسی: Midway) یک منطقهٔ مسکونی در ایالات متحده آمریکا است که در شهرستان دایر، تنسی واقع شده‌است. میدوی ۷۹٫۸۶ متر بالاتر از سطح دریا واقع شده‌است.